# Southerniella youngi
Southerniella youngi is een rondwormensoort uit de familie van de Diplopeltidae. De wetenschappelijke naam van de soort is voor het eerst geldig gepubliceerd in 1964 door Murphy.